# Lepthyphantes minutus
Lepthyphantes minutus este o specie de păianjeni din genul Lepthyphantes, familia Linyphiidae. A fost descrisă pentru prima dată de Blackwall, 1833. Conform Catalogue of Life specia Lepthyphantes minutus nu are subspecii cunoscute.